# Assi italiani della seconda guerra mondiale
Questa lista comprende tutti gli assi dell'aviazione della seconda guerra mondiale di nazionalità italiana.
Non esiste una lista ufficiale degli assi italiani della seconda guerra mondiale, pertanto il conteggio delle vittorie è stato fatto dagli storici sulla base di documenti d'archivio, testimonianze orali o diari di reparto (tutti e tre non sempre disponibili). Le fonti quindi possono discostarsi tra loro indicando numeri diversi ma in genere è preferibile attenersi alle pubblicazioni più recenti possibili vista la continua ricerca e scoperta di giornali di bordo. Si pensi ad esempio che Adriano Visconti era al terzo posto della lista degli assi italiani con 19 vittorie nella Regia Aeronautica più altre 7 con l'Aeronautica Nazionale Repubblicana, ma il suo libretto di volo, rinvenuto attorno al 1998, indica rispettivamente solo 6 e 4 vittorie.. 
Quella che segue è una lista basata su una fonte del 2000 che include solo le vittorie confermate, escludendo quelle probabili e quelle condivise con altri aviatori il cui metodo di assegnazione, come si è detto, cambiava da comandante a comandante. Sono indicate anche le vittorie ottenute, oltre che con la Regia Aeronautica, con l'Aeronautica Nazionale Repubblicana (ANR) o con l'Aeronautica Cobelligerante Italiana (ACI).

## Regole di attribuzione delle vittorie

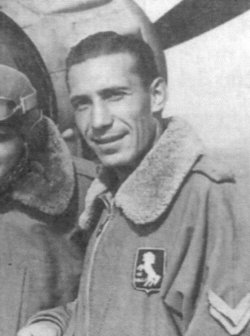
Il sergente maggiore Teresio Martinoli

Per gran parte della guerra i comandanti dei reparti erano soliti attribuire le vittorie alle unità piuttosto che ai singoli piloti per evitare l'abbassamento del morale dei piloti meno capaci. Ai piloti era solamente permesso di annotare le vittorie nel libretto personale, ufficialmente accreditate però al reparto di appartenenza o a tutti i piloti che avevano preso parte al combattimento, indipendentemente se avessero sparato o meno, o ancora a tutti quelli coinvolti una determinata azione.
L'esigenza di più precisione e la necessità di motivare i piloti di fronte allo strapotere delle forze aeree Alleate portò col tempo a registrare puntualmente il nome del pilota (o dei piloti) che avesse effettivamente abbattuto un aereo nemico, benché non esistette fino al marzo 1942 una procedura ufficiale per l'accredito delle vittorie: a volte ad esempio erano necessari testimoni, altre volte invece bastava il semplice rapporto post-operazione del diretto interessato all'accredito. Nel marzo 1942 quindi lo stato maggiore tentò di porre rimedio stilando una procedura ufficiale chiedendo inoltre ai comandanti delle varie unità di comunicare tutte le vittorie ottenute fino a quel momento: alcuni successi rimasero assegnati collettivamente a scapito del vero "vincitore", mentre in altre situazioni avvenne l'esatto contrario. La raccolta delle informazioni venne fermata dall'armistizio quando non era ancora stata portata a termine. Entro il marzo 1943 vennero anche introdotti premi in denaro: 5.000 lire per ogni aereo mono o bimotore abbattuto, 15.000 per un quadrimotore, 150.000 per una nave mercantile affondata e 250.000 per una nave da guerra.

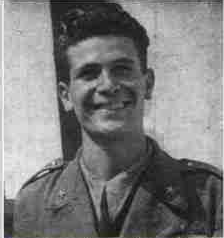
Pietro Bonannini aviatore mitragliere italiano

L'unico militare della Regia Aeronautica non pilota ad essere riconosciuto ufficialmente come "asso dell'aviazione" fu l'aiutante di battaglia Pietro Bonannini, mitragliere di bordo accreditato con dieci vittorie.
- Teresio Martinoli 22 (di cui 1 con l'Aeronautica Cobelligerante Italiana)

Medaglia d'oro al valor militare. Secondo le verifiche storiche più recenti, maggiore asso della caccia italiana della seconda guerra mondiale con 22 (secondo altri autori, 23) abbattimenti individuali, dieci dei quali ottenuti nella Regia Aeronautica sui cieli di Malta, uno volando con l'Aeronautica Cobelligerante Italiana e quattordici collettivi. Morto il 25 agosto 1944 in un incidente pilotando un Bell P-39 Airacobra fornito all'Aeronautica Cobelligerante.
- Franco Lucchini 21+1 Aviazione Legionaria

Medaglia d'oro al valor militare. Secondo alcune fonti, il bilancio bellico assommerebbe a 26 vittorie aeree individuali (e ulteriori 52 condivise con altri piloti), inclusi i 5 abbattimenti ottenuti in Spagna.. Morto in combattimento il 5 luglio 1943 sui cieli di Catania attaccando una formazione di bombardieri Boeing B-17 Flying Fortress
- Leonardo Ferrulli 20+1 Aviazione Legionaria

Medaglia d'oro al valor militare. Morto in combattimento il 5 luglio 1943 sui cieli di Scordia in provincia di Catania colpito dagli Spitfire di scorta a una formazione di bombardieri Boeing B-17 che aveva attaccato.
- Franco Bordoni Bisleri 24

Maggiore asso della caccia italiana a sopravvivere alla guerra. Terminata la guerra si congedò e divenne presidente dell'industria di liquori di famiglia. Morì il 15 settembre 1975 in un incidente aereo urtando contro il monte Anchetta vicino a Chiavari con l'aereo da turismo che stava pilotando di ritorno da un'udienza papale.
- Luigi Gorrini 24 (4 ANR)

Medaglia d'oro al valor militare. Principale asso con i M.C.205 Veltro, con i quali abbatté 14 aerei nemici e ne danneggiò sei. È morto a 97 anni nel suo paese natale Alseno in provincia di Piacenza.
- Ugo Drago 17 (11 ANR)

Al termine del conflitto si trasferì in Argentina dove insegnò come istruttore di volo per i Fiat G.55 e G.59. Ritornò in Italia nel 1953 e venne assunto in Alitalia come pilota di linea, operando sulle rotte Italia-Stati Uniti con i Douglas DC-8 e in seguito i Boeing 747. È morto a Roma il 22 aprile 2007.
- Mario Visintini 16+1 Aviazione Legionaria

Medaglia d'oro al valor militare. Fu in ordine di tempo il primo degli assi della Regia Aeronautica, ed il pilota con in assoluto il maggior numero di abbattimenti in Africa orientale tra tutte le forze belligeranti, nonché l'asso di biplani da caccia con il maggior numero di abbattimenti della seconda guerra mondiale. Morì in Eritrea l'11 febbraio 1941 schiantandosi contro Monte Bizén a causa del cattivo tempo nel corso di un volo di ricerca di due piloti italiani costretti ad atterraggi di fortuna.
- Mario Bellagambi 14
- Luigi Baron 12

Era uno dei piloti cercati da Visintini nel corso della missione che gli risultò fatale. Rientrò al reparto e continuò i combattimenti in Africa orientale fino al 24 marzo 1941, quando fu abbattuto e gravemente ferito. Riuscito a rientrare in Italia, non effettuò altra attività bellica durante la seconda guerra mondiale. Nel dopoguerra ritornò in servizio presso l'Aeronautica Militare e fu istruttore di volo presso l'Accademia Aeronautica. Dopo il congedo lavorò come istruttore di volo presso l'aeroclub di Gorizia, di cui divenne presidente. Morto a Udine il 6 febbraio 1988.
- Luigi Giannella 12

Asso pluridecorato del 4º Stormo Caccia Terrestre, combatté in Africa settentrionale, su Malta e nel contrasto agli Alleati dopo lo sbarco in Sicilia ritirandosi progressivamente verso nord. Morì a Bari il 17 gennaio 2007.
- Attilio Sanson 12
- Gianlino Baschirotto 6+5 Aviazione Legionaria
- Claudio Solaro 10+1 Aviazione Legionaria
- Giorgio Solaroli di Briona 11
- Carlo Magnaghi 11 (2 ANR)
- Ennio Tarantola 10 (1 ANR)+1 Aviazione Legionaria

Iniziò la guerra sui bombardieri in picchiata sotto il comando del capitano Giuseppe Cenni, operando ai comandi di un cacciabombardiere Junkers Ju 87. Venne abbattuto e rimase 18 ore sul suo battellino di salvataggio prima di essere recuperato da un idrovolante. Ottenne il trasferimento ai caccia e combatté sui cieli di Malta fino al 14 ottobre 1942, quando venne nuovamente abbattuto. Si salvò, ma le ustioni alle gambe lo tennero lontano dai combattimenti fino all'anno successivo. Dopo l'armistizio di Cassibile decise di arruolarsi nell'Aeronautica Nazionale Repubblicana, ma venne nuovamente abbattuto ustionandosi le gambe. Si salvò nuovamente, ma terminò l'attività bellica. Nel dopoguerra entrò a far parte della Aeronautica Militare dapprima come istruttore di volo, poi divenne solista della Pattuglia Acrobatica Nazionale. Dopo il congedo nel novembre 1960 si ritirò a Cesenatico dove morì il 30 luglio 2001.
- Mario Veronesi 11 (2 ANR)
- Vittorino Daffara 7+3 Aviazione Legionaria
- Fernando Malvezzi 10

Iniziò la guerra sui bombardieri in picchiata. Trasferito alla caccia, operò in Libia fino a quando nel 1942 in seguito all'avanzata britannica si trasferì in Italia per fronteggiare l'invasione della Sicilia, ma ammalatosi di malaria fu ricoverato in un ospedale dove rimase in cura fino all'armistizio dell'8 settembre 1943. Aderì alla Aeronautica Nazionale Repubblicana e ne comandò il 3º Gruppo caccia "Francesco Baracca". Il 25 aprile 1945, sorpreso nella scuola elementare di Desio con i propri uomini restò circondato dai partigiani per due giorni. Ottenuto un salvacondotto per tutti i piloti ed avieri sciolse il reparto. Al termine della guerra avviò un'attività di autotrasporti. Morì il 20 aprile 2003.
- Giulio Reiner 10

Pilota collaudatore alternò l'attività in reparto con quella di collaudo. Dopo l'armistizio fece parte dell'Aeronautica Cobelligerante Italiana combattendo nei Balcani. Accreditato di 10 vittorie individuali, più 8 probabili e 3 velivoli nemici distrutti al suolo, oltre a 57 vittorie condivise. Dopo aver lasciato il servizio ritornò a Como lavorando come ingegnere e continuando a volare presso il locale Aero Club. Morì il 6 settembre 2002.
- Carlo Maurizio Ruspoli di Poggio Suasa 10
- Maggiore Adriano Visconti 10
- Massimo Salvatore 10
- Amedeo Benati 10 (2 ANR)
- Giuseppe Robetto 10 (3 ANR)
- Natalino Stabile 9 (1 ANR)+1 Aviazione Legionaria
- Giulio Torresi 10 (2 ANR)

Nel primo dopoguerra fu considerato tra i maggiori assi italiani della seconda guerra mondiale, ma dopo studi storici più recenti, il numero totale di abbattimenti è stato ridimensionato. Dopo il 1943 venne assegnato alla ricognizione. Dopo l'armistizio dell'8 settembre 1943 aderì alla Repubblica Sociale Italiana e partecipò attivamente alla costituzione dell'Aeronautica Nazionale Repubblicana, incorporato nella 1ª Squadriglia. Il 1º luglio 1944 cade in combattimento con altri cinque dei suoi piloti durante la fase di decollo su allarme dall'aeroporto di Reggio Emilia, colti di sorpresa dall'incursione di una trentina di caccia americani Republic P-47D.
- Emanuele Annoni 9

Combatté in Africa, su Malta e nel contrasto agli Alleati dopo lo sbarco in Sicilia ritirandosi progressivamente verso nord. Dopo l'armistizio operò con l'Aeronautica Cobelligerante Italiana in missioni di attacco al suolo. Dopo la guerra rivestì vari incarichi in Aeronautica Militare fino a raggiungere il grado di Generale di squadra aerea. Morì nel dicembre 2004.
- Giovanni Barcaro 9
- Fausto Fornaci 9
- Walter Omiccioli 9

Ottenne le sue vittorie sui cieli di Malta. Rimase in servizio con l'Aeronautica Militare fino al marzo 1973. Morì il 30 gennaio 2009.
- Guido Fibbia 6 (1 ANR)+3 Aviazione Legionaria
- Giuseppe Biron 8
- Aldo Buvoli 6+2 Aviazione Legionaria
- Ettore Foschini 7+1 Aviazione Legionaria
- Antonio Longhini 8
- Orfeo Mazzitelli 8
- Carlo Miani 7+1 Aviazione Legionaria
- Aroldo Soffritti 8
- Raffaele Valenzano 8
- Tito Valtancoli 8
- Giovanni Bonet 8 (1 ANR)
- Antonio Camaioni 8 (1 ANR)
- Fausto Filippi 8 (2 ANR)
- Bruno Biagini 7
- Carlo Canella 7
- Antonio Canfora 7
- Agostino Celentano 7
- Luigi Filippi 7
- Roberto Gaucci 7
- Enzo Lombardo Schiappacasse 7
- Orlando Mandolini 7
- Mario Mecatti 7
- Furio Niclot Doglio 7
- Clizio Nioi 7
- Giuseppe Oblach 7
- Ranieri Piccolomini Clementini Adami 7
- Angelo Savini 7
- Ferruccio Serafini 7
- Virgilio Vanzan 7
- Dino Forlani 7 (2 ANR)
- Osvaldo Bartolozzi 6
- Livio Bassi 6
- Piero Bonfatti 6
- Carlo Cucchi 6
- Rinaldo Damiani 6
- Cesare Di Bert 6
- Giuliano Fissore 6
- Amedeo Guidi 6
- Domenico Laiolo 6
- Felice Longhi 5+1 Aviazione Legionaria
- Giuseppe Marconcini 6
- Sergio Maurer 6
- Alvaro Querci 6
- Diego Rodoz 6
- Pier Giuseppe Scarpetta 5+1 Aviazione Legionaria
- Olindo Simionato 5+1 Aviazione Legionaria
- Alberto Spigaglia 6
- Vittorio Squarcia 6
- Annibale Sterzi 5+1 Aviazione Legionaria
- Giorgio Tugnoli 5+1 Aviazione Legionaria
- Alberto Veronese 6
- Loris Baldi 5
- Luigi Bandini 5
- Lucio Biagini 5
- Manfredo Bianchi 5
- Pietro Bianchi 5
- Alessandro Bladelli 5
- Evasio Cavalli 5
- Guglielmo Chiarini 5
- Tullio Covre 5
- Francesco Cuscuna 5
- Ettore Dotta 5
- Domenico Facchini 5
- Giuseppe Ferazzani 5
- Jacopo Frigerio 5
- Antonio Giardinà 5
- Eber Giudice 5
- Giorgio Graffer 5
- Mario Guerci 5
- Spiridione Guiducci 5
- Luigi Mariotti 5
- Mario Melis 5
- Vittorio Minguzzi 5
- Elio Miotto 5
- Gianfranco Montagnani 5
- Amleto Monterumici 5
- Enrico Moretto 5
- Luigi Morosi 5
- Dante Ocarso 5
- Enzo Omiccioli 5
- Antonio Palazzeschi 5
- Francesco Pecchiari 5
- Luciano Perdoni 5
- Costantino Petrosellini 5
- Mario Pinna 5
- Giorgio Pocek 5
- Riccardo Roveda 5
- Giovanni Sajeva 5
- Carlo Seganti 5
- Renato Talamini 5
- Luigi Torchio 5
- Celso Zemella 5

## I nomi controversi
Alcune fonti inseriscono tra gli assi anche alcuni piloti il cui status di asso si è stabilito però derivante da un'errata interpretazione dei documenti ufficiali. Alcune vittorie sono probabilmente confermate, ma il numero esatto è ignoto. I loro nomi e le loro presunte vittorie sono le seguenti:
- Mario Bonzano 15
- Sergio Duilio Fanali 15
- Giovanni Dell'Innocenti 12
- Furio Lauri 11
- Pietro Serini 11
- Giovanni Battista Ceoletta 10+
- Angelo Mastragostino 10
- Angelo Fornoncini 9
- Filippo Guarnaccia 7
- Agostino Celentano 6
- Germano La Ferla 6
- Gian Mario Zuccarini 6
- Giuseppe Baylon 5
- Livio Ceccotti 5
- Giuseppe Chiussi 5
- Ezio Dell'Acqua 5
- Antonio Franciosi 5
- Salvatore Di Salvo (aviatore) 7
- Remo Lugari 5
- Lorenzo Migliorato 5
- Giorgio Oberweger 5
- Giampiero Svanini 5
- Salvatore Teja 5
- Ferruccio Vignoli 5
- Antonio Vizzotto 5

È comunque da considerare il fatto che i piloti Livio Ceccotti e Pietro Serini sono stati decorati con la Medaglia d'oro al valor militare. Lo è stato anche Furio Lauri, ma per i combattimenti a difesa di Roma. Altri nomi a volte menzionati nelle fonti sono il capitano Vasco Magrini (11 vittorie) e il maresciallo Ademade Angelotti, in realtà mai assegnati a reparti combattenti. Al maresciallo Giuseppe Chiussi risulta attribuita, tra l'altro, una medaglia di bronzo al valor militare per aver contribuito all'abbattimento di quattro aerei nemici in Grecia nel 1941.